# Nepal Government Railway
| Nepal Government Railway                      | Nepal Government Railway |
| --------------------------------------------- | ------------------------ |
| Nepal Government Railway in den 1950er Jahren |                          |
| Streckenlänge:                                | 47 km                    |
| Spurweite:                                    | 762 mm (Schmalspur)      |
|                                               |                          |

Die Nepal Government Railway (NGR) war eine von 1927 bis 1965 von der nepalesischen Regierung betriebene 47 km lange Schmalspurbahn mit einer Spurweite von 762 mm (2 Fuß 6 Zoll) von Amlekhganj in Nepal nach Raxaul in Indien.

## Geschichte
Bereits 1923 hatte J. V. Collier vom Indian Forest Service eine schmalspurige Waldeisenbahn bauen lassen, um nepalesisches Holz nach Indien zu exportieren. Collier war von Nepals Premierminister Chandra Shamsher Jang Bahadur Rana beauftragt worden, die Forstverwaltung in Nepal zu leiten. Im Winter 1924 führten Martin & Co. aus Kalkutta eine Vermessung durch, wie eine Schmalspurbahn von der Grenze in nördlicher Richtung nach Bichako (Amlekhganj) gebaut werden könne.
Der Bau begann 1926, und bereits am 16. Februar 1927 konnte die Nepal Government Railway eröffnet werden. Auf der Strecke wurden 7 Dampflokomotiven, insbesondere Garratt-Dampflokomotiven von Beyer, Peacock and Company aus Großbritannien, 12 Personenwagen und 82 Güterwagen eingesetzt.
Die Bahnstrecke von Amlekhganj nach Raxaul war für eine lange Zeit, bis parallel dazu eine Straße gebaut wurde, die einzige Verbindung von der Hauptstadt Kathmandu nach Indien. Von Kathmandu wanderten die Reisenden zu Fuß über die Berge und nahmen dann einen Lastwagen nach Amlekhganj, von wo aus sie den Zug nach Indien besteigen konnten. Der Fußmarsch wurde erst überflüssig, nachdem der Tribhuvan-Highway von Kathmandu nach Amlekhganj 1956 fertiggestellt wurde. Der erste planmäßige, tägliche Bus-Verkehr begann 1959 durch das privat geführte Unternehmen Nepal Transport Service.

## Schließung
Die Nepal Government Railway war bis 1965 in Betrieb, als sie durch eine neue Fernstraße überflüssig wurde. Daraufhin wurde sie 1965 stillgelegt.

## Filmaufnahmen
Die Nepal Government Railway wird in den Anfangsszenen des ersten nepalesischen Films Aama ("Mutter") gezeigt, der durch die nepalesische Regierung gedreht und 1964 veröffentlicht wurde. Er zeigt wie ein verzweifelter kleiner Junge das Dorf verlässt, um Geld zu verdienen und die Qual seiner arme, verwitweten Mutter zu lindern. Nachdem er Jahre als Gurkha-Soldat in einer fremden Armee gedient hatte, kehrte als erwachsener, junger Mann mit der Nepal Government Railway nach Hause zurück, aber nur um festzustellen, dass seine Mutter gestorben ist. Die Ältesten des Dorfes überreden ihn, im Dorf zu bleiben und der Gemeinschaft zu dienen, und wiederholen mehrfach das Sprichwort: "Der Dienst am Vaterland ist ebenso tugendhaft wie der Dienst an der Mutter".

## Bilder

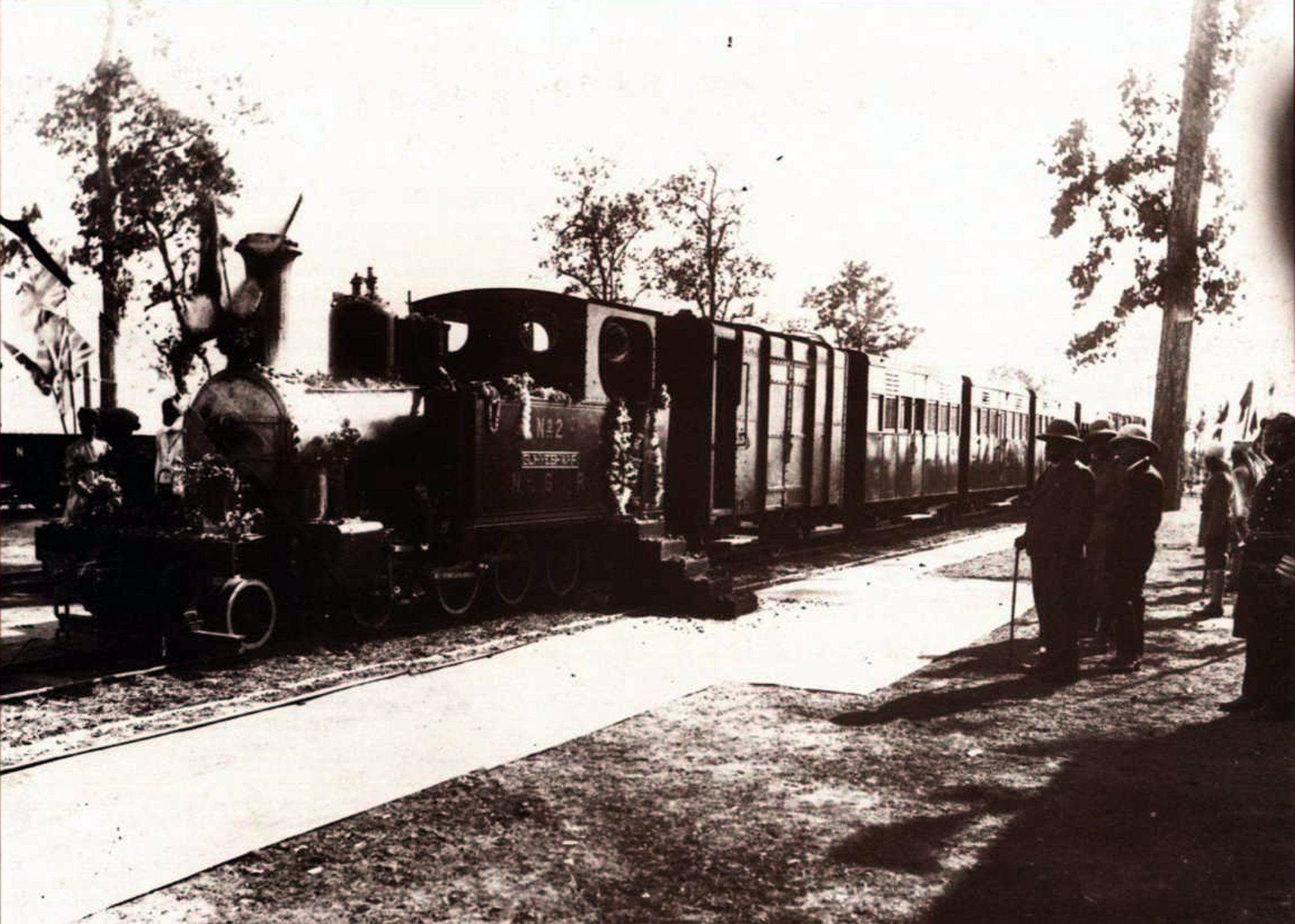
Nepal Government Railway, 1927
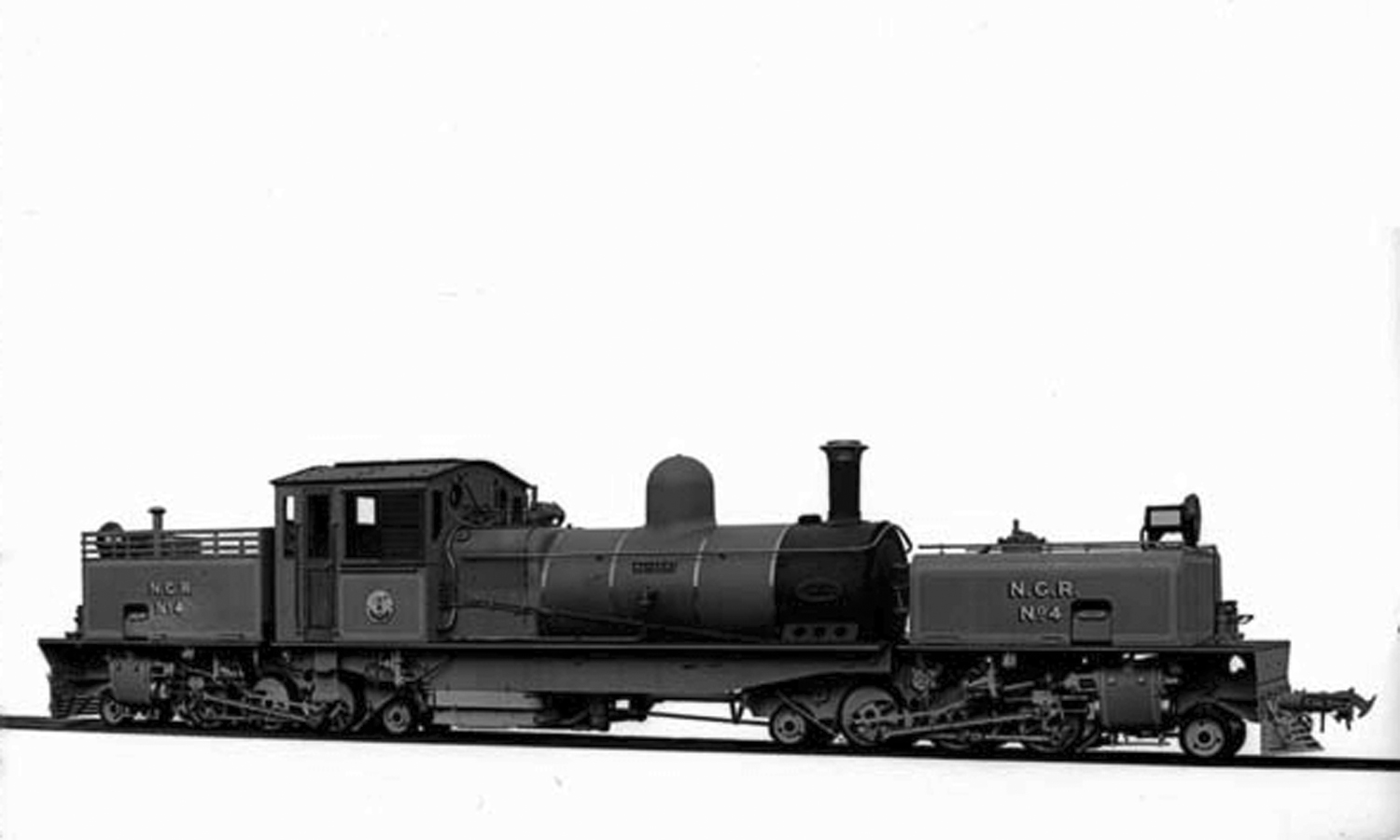
NGR-Lokomotive Nr. 4, um 1932
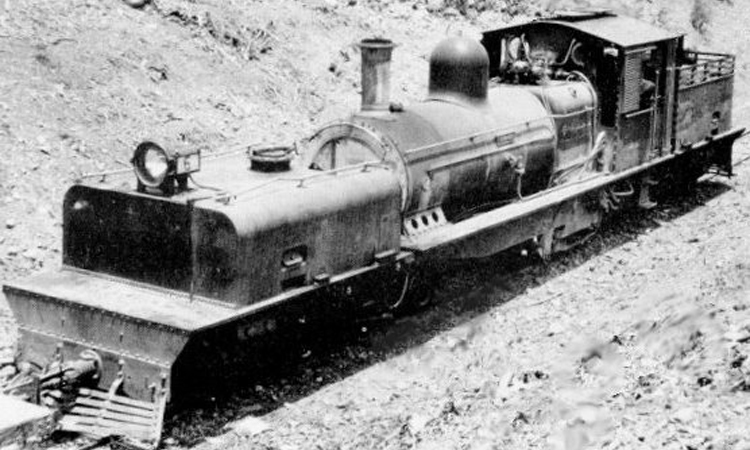
NGR-Lokomotive, um 1947
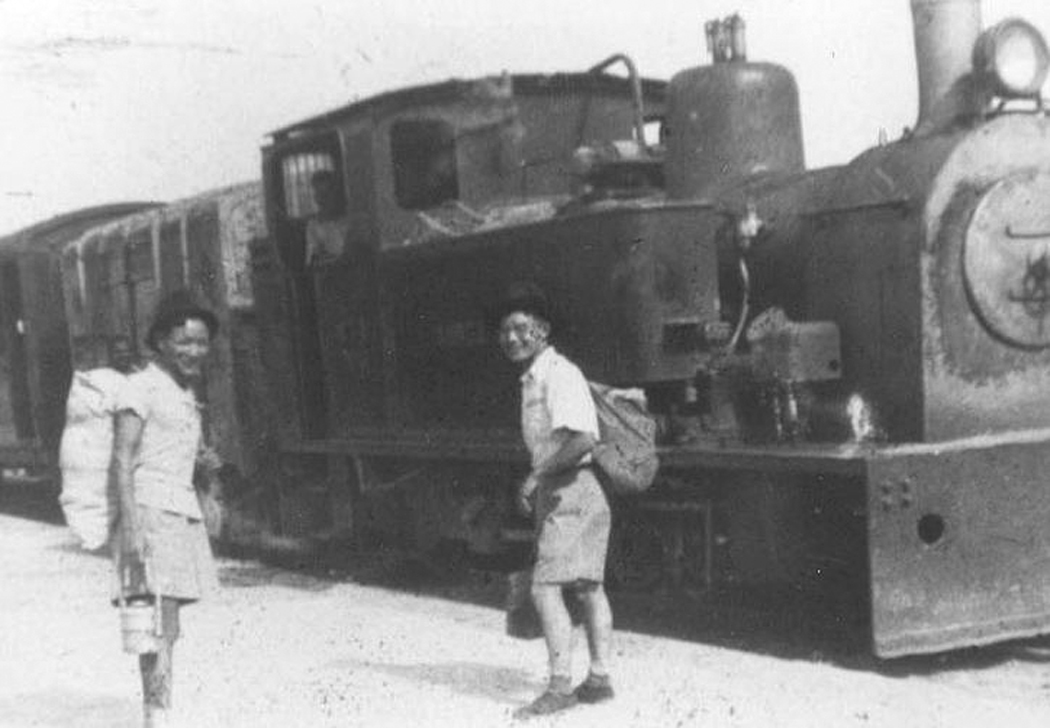
Bahnhof Raxaul, 1951
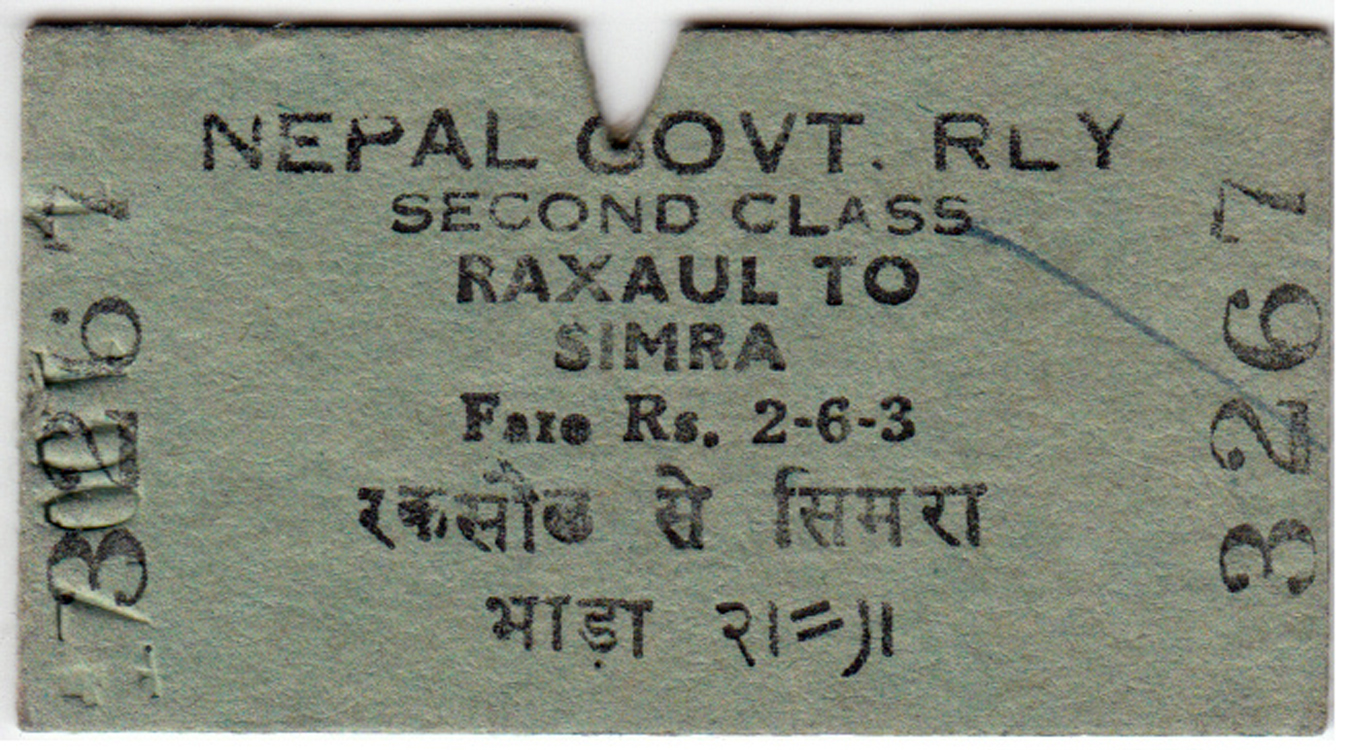
Fahrkarte Raxaul–Simra